# Aderus picinus
Aderus picinus é uma espécie de inseto besouro da família Aderidae. Foi descrita cientificamente por Léon Fairmaire em 1893.

## Distribuição geográfica
Habita na Indochina.